# كرايغ هاريسون (كاتب)
كرايغ هاريسون (بالإنجليزية: Craig Harrison)‏ (1942، ليدز في المملكة المتحدة)؛ مؤلِّف، كاتب مسرحي وروائي نيوزيلندي.

## روابط خارجية
- كرايغ هاريسون على موقع IMDb (الإنجليزية)
- كرايغ هاريسون على موقع قاعدة بيانات الفيلم (الإنجليزية)